# 水野忠清
水野 忠清（みずの ただきよ）は、安土桃山時代から江戸時代前期の大名。上野小幡藩主、三河刈谷藩主、三河吉田藩主、信濃松本藩の初代藩主。沼津藩水野家初代。
備後福山藩の初代藩主・水野勝成の異母弟。

## 生涯
水野宗家6代で三河刈谷城主水野忠重の4男として生まれる。慶長5年（1600年）、父が加賀井重望に殺された後、水野氏の家督は兄の勝成が継ぎ、忠清は徳川秀忠の家臣として仕えた。同年の関ヶ原の戦いに出陣。慶長7年（1602年）、上野小幡に1万石の所領を与えられて大名となり、同年、従五位下に任官し隼人正を名乗った。慶長10年（1605年）には書院番頭に任ぜられ、また奏者番を兼ねた。
慶長19年（1614年）の大坂冬の陣では岡山砦の秀忠本陣の警衛にあたり、元和元年（1615年）の夏の陣では敵将・大野治房を破るという大功を挙げた。この際青山忠俊や高木正成と先陣を競い行賞をめぐって争ったため、閉門を命じられたが、元和2年（1616年）に徳川家康死去の寸前に閉門を解かれた。ただし、なおもしばらく謹慎を続けたと伝わる。
その後、父忠重の過去の功績と大坂の役の軍功により、三河刈谷2万石に移封された。
寛永9年（1632年）に2万石を加えられて三河吉田4万石に移封される。
寛永19年（1642年）7月には信濃松本7万石に加増移封された。正保4年（1647年）5月、江戸にて死去した。享年66。
家督は子の忠職が継いだ。

## 系譜
父母
- 水野忠重（父）
- 宇川氏 ー 側室（母）

正室
- 福寿院 ー 前田利家の養女、杉田氏の娘

子女
- 水野忠次（長男）生母は福寿院（正室）
- 水野忠職（次男）生母は福寿院（正室）
- 祖活（三男）
- 水野忠増（四男）
- 水野忠顕（五男）
- 京極高三正室
- 山内忠直正室
- 土方氏久正室
- 有馬康純正室
- 菅沼定実正室